# Ахейський союз
Ахе́йський сою́з (грец. Ἀχαϊκὴ Συμμαχία або грец. Ἀχαϊκὴ Συμπολιτεία, офіційна назва — грец. το Κοινον των Αχαιων) — військово-політичне об'єднання міст Стародавньої Греції на півострові Пелопоннес з центром в Ахаї. Існував у період близько 280 до н. е. — 146 до н. е.
Виступивши на стороні Риму у римсько-македонській війні (200—197 до н. е.), Ахейський союз одержав усі пелопоннеські володіння Македонії, а згодом приєднав до себе ще й Спарту, Еліду та Мессенію. Подальше посилення Ахейського союзу викликало тертя в його відносинах з Римом. 146 до н. е. Ахейський союз був розгромлений римлянами, а його територія включена до складу римської провінції Македонії.

## Передумови утворення Ахейського союзу
До моменту створення Ахейського Союзу Стародавня Греція перебувала в стані роздробленості, знесилена постійними зіткненнями полісів і вторгнення ззовні у часи воєн діадохів. Області Еллади переживали господарську і політичну кризу, але Стародавня Греція продовжувала залишатися територією, за володіння якої йшла боротьба між найсильнішими елліністичними державами. Невеликі поліси все більше відчували свою безпорадність по відношенню до великих елліністичних монархій і прагнули до політичного об'єднання. Ці тенденції і призвели до створення Етолійського і Ахейського союзів.

## Політична організація Ахейського союзу

Ахейський союз, близько 200 р. до н.е.

На відміну від сіммахій — військових союзів класичного періоду Еллади — у Ахейському союзі не було центрального полісу- гегемона, як, наприклад, в Пелопоннеському або Делоському союзах. У полісах зберігалися колишні порядки і установи. Центром Союзу було місто Егіон. Верховними союзними органами були « синкліт» і «синод» (зборів членів Союзу), в яких могли брати участь всі громадяни союзних міст, які досягли 30-річного віку. Синод скликався регулярно, два рази на рік. На ньому відбувалися вибори посадових осіб і розглядалися поточні справи. Синкліт збирався тільки в надзвичайних випадках, коли було потрібно вирішувати особливо важливі питання. Крім того, справами союзу завідував союзна рада (βουλη), про яку згадки зустрічаються рідко, так що подробиці про її діяльність, обрання і склад членів невідомі.
Виконавча влада в Союзі ділилася між кількома виборними посадовими особами, серед яких особливо велика була роль стратега. Стратег Союзу керував дипломатією та зовнішньою політикою, головував на союзних зборах. Перший час у Союзі обиралися секретар і 2 стратега, пізніше — з 256 р. до н. е. — тільки стратег. Вторинне обрання в стратеги було можливим не раніше як після закінчення річного проміжку часу. У разі загибелі стратега до закінчення терміну його посади на його місце заступав попередній стратег.
Синод, синкліт і посадові особи керували загальними справами союзу. Вони вирішували питання війни і миру, організації армії і флоту, розпоряджалися фінансами Союзу, прийомом до Союзу нових членів, дозволяли конфлікти між полісами. Приєднані до Союзу міста мали єдину систему мір і ваги. Союз карбував свою монету. Кожен поліс був зобов'язаний вносити в союзну казну внесок і поставляти певний контингент військ. У Ахейському союзі існувала створена спочатку колегія деміургів, що включала по одному представнику від кожного поліса, для вирішення повсякденних справ Союзу.
Зі зростанням складу і території Союзу участь у його керівництві всіх (або хоча б більшості) громадян союзних полісів ставала все складнішою, і демократичні принципи організації поступово ставали фікцією. Керівництво Союзом, по суті, перейшло в руки верхнього шару найзаможніших громадян, тим, хто мав можливість приїхати на збори, і з кого обирались стратеги, члени ради і даміурги.
Громади робили внески в загальну скарбницю (εισφοραι), розмір якої визначався союзним зборами. Відмова від внеску розцінювався як спроба від'єднання від Союзу. Іншим зобов'язанням полісів було виставляти певні контингенти в союзну армію. Крім того, Союз мав у своєму розпорядженні наймане військо, набір і утримання якого перебували у розпорядженні союзних зборів. Єдність політичної організації Ахейського союзу виражалося також у тому, що всі громадяни Союзу мали ім'я ахейців незалежно від походження: ахеєць з Аргоса, ахеєць з Орхомена та ін.
Стратег Союзу був главою виконавчої влади і обирався щороку союзним зборами. На цю посаду за законом допускалося обиратися неодноразово, але не два рази поспіль. Закон був порушений заради Філопемена, і його стратегія після 189/188 р. до н. е. була продовжена. Стратег спирався у своєму управлінні на багаті класи союзних міст і мав більше повноважень, ніж глави виконавчої влади полісів у класичні часи. Вже Арат і Філопемен протягом значного часу були майже негласними правителями Союзу, а в 147/146 р. до н. е. стратег Крітолай провів у народних зборах закон, щоб стратеги наділялися практично монархічними повноваженнями.
Попри те, що Союз називався Ахейський, вирішальна роль в політиці Союзу належала не маленьким Ахейський містах, а великим — Сікіону, Аргос, Мегалополь. Якщо в Клеоменову війну Клеомену здавалися навіть безпосередньо ахейськіх міста, то в Мегалополі та Стімфале спартанський цар ніколи не знаходив своїх прихильників. Тільки п'ять стратегів (Архон і Ксенарх з Егіри, Еперат з Фар, Ксенон з Патр, Каллікрат з Леонтія) походили з власне Ахайї, інші стратеги, внісши найбільший внесок у діяльність Союзу (Арат, Філопемен та ін), були родом з інших полісів, що приєдналися до ахейців.
Міста входили до складу Союзу як добровільно, так і силою зброї. Часто ахейці вдавалися до угоди з однією з політичних партій. У деяких містах (наприклад, в Мантінеї) встановлювалися ахейські гарнізони, в інших (Пелла, Кінефа) начальником місцевого гарнізону обиралося ахейська посадова особа, в третіх — поселялися ахейські колоністи або громадяни інших міст, дружньо налаштованих до Союзу.
Вірність міст Союзу контролювалася гарнізонами, заохоченням прихильників і противників репресіями ахейців. При важчих обставинах від поліса відлучали приналежні йому громади, які зводилися в ранг окремих міст і отримували голос на союзних зборах, політично прирівнюючи їх до великих полісів. Так ахейці зробили, наприклад, з Мессенією, Мегалополем і Мантінеєю. Цим забезпечувалося єдність Союзу і вірність йому його нових членів.

## Збройні сили Ахейського Союзу

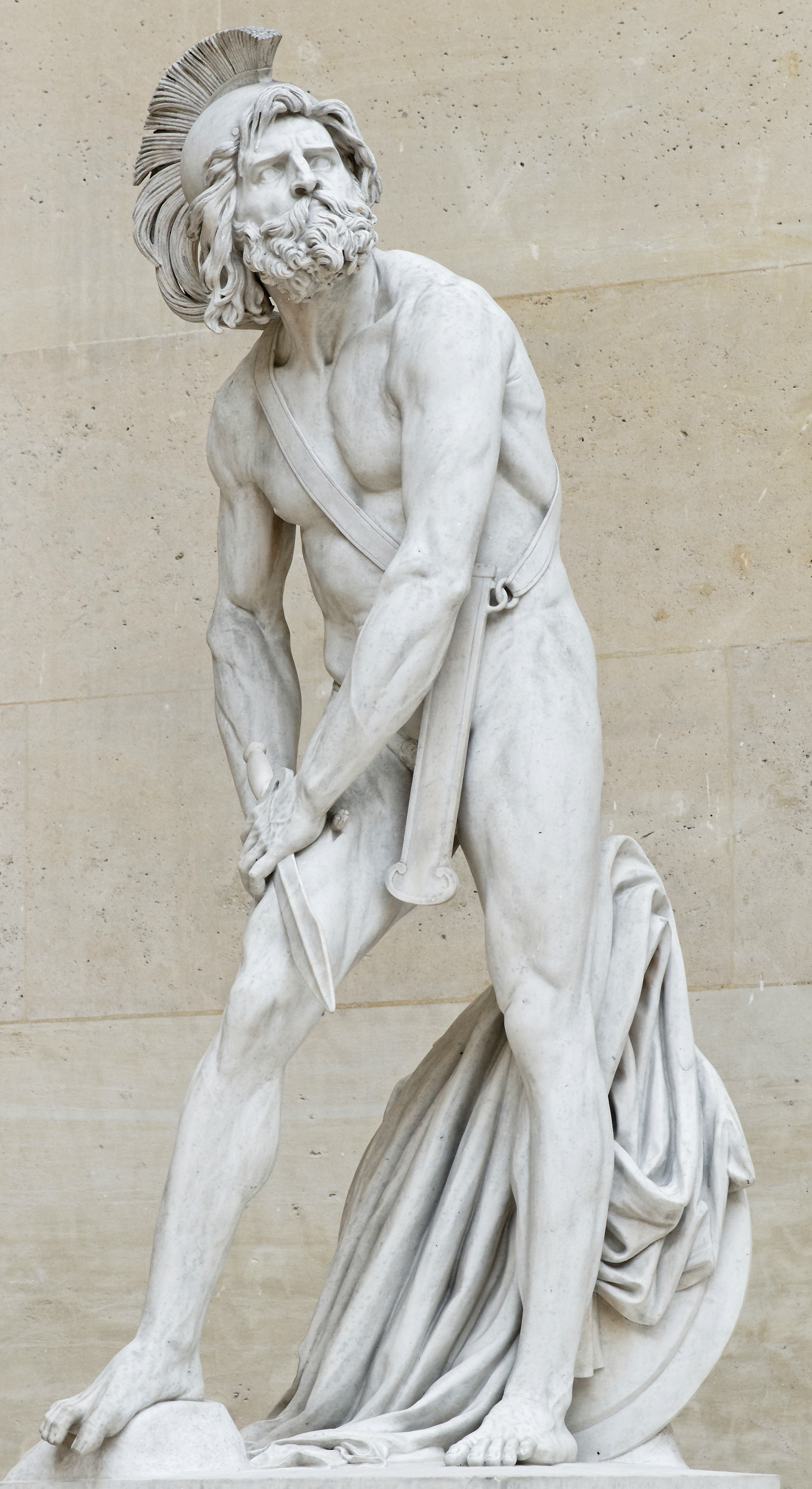
Філопемен (статуя в Луврі)

Для підтримки цілісності та незалежності Союзу була необхідна значна, більш-менш професійна армія та чималі кошти на її озброєння та зміст (навіть якщо вона формувалася з громадян спілки). Ахейський союз частково покривав ці витрати за рахунок грошей, які надходили від Птолемеїв, які прагнули таким шляхом вплинути на положення в Греції. Деякі військові експедиції стратега Арата мали грабіжницький характер для поповнення союзної казни.
У мирний час Союз містив лише невелике наймане військо і військо «епілектів» (ἐπίλεκτοι, «добірні»), що були регулярною армією (близько 3 тис. піхотинців і 300 вершників) та існували постійно на відміну від вояків, які набираються від випадку до випадку. Епілекти були військами швидкого реагування, охороняли кордони і несли гарнізонну службу. Командував епілектамі або стратег Союзу, або призначений ним воєначальник, не обов'язково член Союзу. У 217 р. до н. е. союзні народні збори ухвалили, що третя частина корпусу епілектів повинна складатися з аргів'ян і мегалополітів, тобто громадян двох найбільших полісів союзу. Крім того, ахейска армія не могла обійтися без найманців. Наприклад, в 217 р. в ахейської армії було 8,5 тисяч найманців.
Ахейці вели військові дії майже суто на території Пелопоннесу, тому всенародне ополчення скликалося звичайно лише в тих випадках, коли мали завдати вирішального удару супротивнику (наприклад, зробити похід у Лаконія), або, навпаки, над самим Ахейським союзом назрівала серйозна загроза. В ополчення були зобов'язані з'явитися, отримавши наказ, всі громадяни в боєздатному віці. Рішення про скликання загального громадянського ополчення приймалося зазвичай союзним зборами, але це міг зробити і головнокомандуючий військами союзу, яким з 224 по 200 р. був цар Македонії, і виборний глава Союзу — стратег. Ополченням кожного поліса командували місцеві начальники — apoteleioi, один для піхоти і один для кінноти. Саме вони отримували наказ стратега про виступ у похід і вели озброєних громадян у вказане місце стратегом. Іноді, якщо дозволяли обставини, в ополченні брали участь громадяни лише одного або декількох полісів, найближчих до театру воєнних дій.
Основу ахейської армії складала фаланга з гоплітів або т. зв. «Панцирних воїнів» (θορακιται). Існувала легка піхота, наприклад, тарани з Ахайя. Із заможних громадян формувалася кіннота, частину якої також складали найманці. На чолі кавалерії стояв Гіппарх — друга особа в державі після стратега. Охороняв береги Ахаї і брав участь у рідкісних наступальних морських операціях нечисленний Ахейський флот з декількох десятків військових кораблів, початок якому поклали захоплені разом з Коринфом македонські кораблі.
Головне значення мали сухопутні війська. Після приєднання до союзу Аргоса і Мегалополя ахейці могли виставити на поле бою до 20 тисяч воїнів, але аж до останнього десятиліття III ст. до н. е., ахейска армія важко протистояла у боротьбі з серйозними противниками. Військова справа в державі ахейців аж до реформ Філопемена була вкрай запущеною. У той час як всі найкращі армії елліністичного світу вже давно озброювалися і організовувалися по македонському зразком, ахейська зброя була застарілою, фаланга — недостатньо зімкнутою і неманевреною. Тільки мегалополіти і тільки в 224 р. отримали македонську зброю і македонський вишкіл. До того ж посилювали зневагу до дисципліни і взагалі до військової служби, типове для епохи кризи полісу, особливо серед багатих громадян, що служили в кінноті. Союзний уряд довгий час взагалі не піклувалася про уніфікацію озброєння, військового ладу і про організацію взаємодії контингентів союзного ополчення. Одним з причин такої зневаги було те, що Арат, будучи хорошим політиком, був вельми посереднім воєначальником.
Реформи Філопемена в 208/207 рр. до н. е. полягали в зміцненні дисципліни армії та її озброєння за македонським зразком. Філопемен забезпечив піхоту класичним круглим щитом грецького гопліта (ασπισ), легкі списи замінив саріссами македонського типу, озброїв піших воїнів повним комплектом захисних обладунків (шолом, панцир, наколінники), навчив їх воювати зімкнутою фалангою і для більшої маневреності розподілив важку піхоту з тактичними підрозділами. Значна частина легкої піхоти поповнила фалангу. Були введені тактичні навчання військ на основі досвіду елліністичних армій. Після приєднання до Союзу Мессенії, Спарти і Еліди ахейці могли виставити до 30-40 тисяч воїнів, хоча на практиці ахейці ніколи не збирали армію такої чисельності. Все це зробило ахейську армію досить сильною на Балканах.

## Історія Ахейського Союзу

### Створення та розвиток Союзу
Початковим ядром Ахейського союзу була Ахая — відстала область на півночі Пелопоннесу. Вона не грала значної ролі в історії Еллади V—IV ст. до н. е. Населення її маленьких громад переважно займалося сільським господарством. Тут у давні часи утворився племінний союз дванадцяти громад. У III в. до н. е. цей Союз, в який спочатку увійшли 4 ахейськіх містечка Діма, Патри, Трітея, Фари відродився в новому значенні. Через 5 років до Союзу приєдналися Егіон, Бура, Леонтій, Егіра, Пелла, жителі яких вигнали тиранів і македонські гарнізони. Спочатку союзна організація була досить крихкою. Так, жителі Патр брали участь у відбитті походу кельтів на Дельфи (278/277 рр. до н. Е..) самостійно, а не спільно з іншими Ахейський містами.
Перетворення Ахейського союзу в сильну політичну організацію починається з приєднання до неї великих полісів з розвиненою торгівлею і ремеслом. У 251 р. до н. е. до Союзу примкнув Сікіон, звільнений від тиранії Арат. У 243 р. до н. е. в Союз увійшов Коринф, з якого були вигнані тиран і македонський гарнізон. У тому ж році до Союзу приєдналися Мегара, Треза, Епідавр. У 235 р. до н. е. мегалопольский тиран Лідіад добровільно зняв з себе владу і приєднав своє місто до Союзу. Тоді ж Керкід зміцнив законодавчу базу союзу, запропонувавши відповідні реформи. У цей період Ахейській Союз захопив Герею, Стімфал, Клеон, острів Егіна. У 229, 228 р. до н. е. в Союз увійшли міста Аркадії Мантінея, Теге, Орхомен. Після смерті македонського царя Деметрія II, всіляко підтримував тиранів в Пелопоннесі, приклад з Лідіада взяли тирани Аргоса, Герміони й Фліунта.
На цьому етапі розвитку Ахейського Союзу його мета полягала у вигнанні македонян з Пелопоннесу, у скасуванні тиранії і забезпеченні свободи міст. Боротьба з Македонією перейшла за межі власне Пелопоннесу — так, за активної участі Арата, були звільнені Афіни, які, однак, до Союзу увійти відмовилися. Успіхи Ахейського Союзу були тісно пов'язані з боротьбою елліністичних монархій один з одним. З самого початку Арат мав сильну підтримку у царів Єгипту Птолемеїв Філадельфа і Евергета, зацікавлених в ослабленні Македонії, отримував від них фінансову допомогу. Єгипетському царя було навіть присвоєно почесне звання «воєначальника на суші і на морі».

### Воєнні дії проведені Ахейським союзом
- Війна проти Клеомена III (229—222 рр. до н. е.);
- Союзна війна (220—217 рр. до н. е.);
- Перша Македонська війна (215—204 рр. до н. е.);
- Друга Македонська війна (200—197 рр. до н. е.);
- Війна проти Набіса (195 р. до н. е.);
- Похід Антіоха в Елладу (195 р. до н. е.);
- Третя Македонська війна (191—168 рр. до н. е.);
- Ахейська війна (146 р. до н. е.).

### Розпад Ахейського союзу
Зі знищенням Македонії і зміцненням на Балканах Рим перестав потребувати в послугах Ахейського Союзу і вважав зайвим існування на Пелопоннесі великого політичного об'єднання. Боротьба за Ахейській Союз була тривалою і найбільш напруженою. Римляни грали на соціальних протиріччях всередині самого Союзу. Спираючись на підтримку ахейських олігархів, великих рабовласників, вони діяли проти демократичних елементів. Зрештою їм вдалося зовсім знесилити Ахейський Союз і підготувати його військовий розгром.
Незабаром після падіння Македонії в керівництво Ахейського Союзу приходять ворожі Риму демократичні сили (Діей, Крітолай, Дамокріт та ін), які зробили спробу полегшити становище демосу відстрочкою сплати боргів.
Приводом до відкритого зіткнення Риму з Ахейським Союзом став черговий конфлікт ахейців зі Спартою. Розбіжності між стратегами Союзу спартанців Меналкідом і мегалопольцем Дієм за розподіл хабара, отриманого Меналкідом від жителів беотійского Оропа, привели до нової міжусобної війни. Партія Демокріта, Крітолая і Дія спробувала знову приєднати Спарту до Союзу. Зазнавши поразки і не маючи сил протистояти ахейцями, спартанці звернулися до посередництва Риму. У 147 р. до н. е. в Коринф, прибув римський посол Луцій Аврелій Орест. Орест мав доручення Сенату підтримати Спарту і послабити неприязнь ахейців до Риму, але його місія призвела до зворотного результату. Римський посол через глашатая оголосив декрет Сенату про виключення зі Союзу міст, неспоріднених по крові з ахейцями: Спарти, Аргоса, Орхомена і навіть Коринфа. Практично це означало зведення Ахейського Союзу на рівень другорядного держави.
Декрет Сенату про «звільнення міст» викликав бурхливе обурення. Більшість присутніх демонстративно покинуло збори. У Коринті почалися заворушення, демократи били спартанців і громили будинки друзів Риму. Римське посольство поспішило залишити місто і вирушило в Рим. Після повернення в Рим Орест доповів Сенату про образу римських послів. Було відправлено друге посольство, яке діяло м'якше, але також не домоглося успіху.
Після від'їзду римського посольства в Союзі почалася справжня революція. Демократичні вожді Крітолай і Дій провели енергійну агітацію проти Риму. Стратег Крітолай шукав опори в народних масах, для чого скасував борги. Рух набув соціальний характер, в якому Ахейській Союз був підтриманий Беотією, Локрідою і Фокідою. У своїх виступах на зборах у різних містах лідери Союзу розкривали справжні цілі римської дипломатії в розділенні Ахейського Союзу на окремі міста та подальшого їх підпорядкуванні. Агітацію проти Риму ахейські вожді пов'язували з виступами проти власної плутократії: вони скасували борги, проголосили переділ земель, оголосили свободу рабів і т. д. Третє посольство римлян зустрінули глузуванням і образами, після чого війна стала неминучою.
Стратегом Ахейського Союзу з 147 р. до н. е. став Крітолай. Його соратник Дій вжив рішучих заходів з підготовки до війни. Він мобілізував всі сили на оборону країни, оголосив загальний набір, обклав багатих громадян високим податком, оголосив свободу 12 тисячам рабів, народжених в Елладі і т. д. Таким шляхом була створена досить значна армія. Однак загальний стан Ахейського союзу був вельми неміцним. Сили населення були виснажені, виробництво внаслідок масового відходу рабів порушене, загальний настрій було пригніченим, всюди панували печаль і зневіру.
Цим скористалися прихильники олігархії, симпатії яких були на стороні Риму. На римлян вони дивилися, як на визволителів від усіх бід. У тих місцях, де римляни з'являлися, багаті громадяни зустрічали їх радісними криками, з гілками маслин в руках.
Сили Риму і Ахейського Союзу були непорівнянні. У війні, яку римляни пізніше назвали Коринфською або Ахейською, ахейці не змогли утримати Термопіли, зазнали поразки в битві біля Скарфея в Локриді, де загинув Крітолай. Загін з Патр був винищений в Фокіда, Аркадське військо — поблизу Херонеї. Загін у Мегари розбігся при вигляді римських легіонів.
Генеральна битва між римськими і Ахейський військами відбулася при Левкопетре на Істмен поблизу Коринфа в 146 р. до н. е. Ахейска армія, за чисельністю поступалися римлянам вдвічі, частина загинула або розсіялася, частина була взята в полон. Її командувач Дій втік в своє рідне місто Мегалополь і там покінчив життя самогубством. Як покарання за опір римлянами був захоплений і знищений Коринф — останній великий торговий конкурент римлян в Середземномор'ї. Переможець греків Луцій Муммій прийняв титул Ахейського.
Таким чином, Ахейський Союз повторив долю Македонії та Етолійського Союзу. Завдяки дипломатії, Рим у своїй політиці на Балканах повністю використовував стратегію «розділяй і володій». Спочатку в союзі з ахейцями і етолійцямі була розгромлена Македонія, далі ослаблена Спарта, упав Етолійський Союз, і потім прийшла черга ахейців.
Після поразки Ахейській Союз перестав існувати, всі союзи Греції були розпущені, а Греція остаточно втратила самостійність, перетворившись на римську провінцію під управлінням намісника Македонії. Примарну незалежність зберегли тільки Спарта і Афіни в знак пам'яті до їхньої колишньої слави.

## Стратеги Ахейского союзу
- 256—255 Марг
- 245—244 Арат (1-й термін)
- 244—243 Діод
- 243—242 Арат (2-й термін)
- 242—241 Егіалай
- 241—240 Арат (3-й термін)
- 239—238 Арат (4-й термін)
- 237—236 Арат (5-й термін)
- 236—235 Діой
- 235—234 Арат (6-й термін)
- 234—233 Лідіад (1-й термін)
- 233—232 Арат (7-й термін)
- 232—231 Лідіад (2-й термін)
- 231—230 Арат (8-й термін)
- 230—229 Лідіад (3-й термін)
- 229—228 Арат (9-й термін)
- 228—227 Арістомах
- 227—226 Арат (10-й термін)
- 226—225 Гіпербат I, Тимоксен (1-й термін)
- 225—224 Арат (11-й термін)
- 224—223 Тимоксен (2-й термін)
- 223—222 Арат (12-й термін)
- 221—220 Тимоксен (3-й термін)
- 220—219 Арат (13-й термін)
- 219—218 Арат Молодший (1-й термін)
- 218—217 Еперат
- 217—216 Арат (13-й термін)
- 216—215 Арат Молодший (2-й термін)
- 215—214 Арат (14-й термін)
- 214—213 Арат Молодший (3-й термін)
- 209—208 Кікліад (1-й термін)
- 208—207 Філопемен (1-й термін)
- 206—205 Філопемен (2-й термін)
- 201—200 Філопемен (3-й термін)
- 200—199 Кікліад (2-й термін)
- 199—198 Арістен (1-й термін)
- 198—197 Нікострат
- 195—194 Арістен (2-й термін)
- 193—192 Філопемен (4-й термін)
- 191—190 Діофан
- 190—189 Філопемен (5-й термін)
- 189—188 Філопемен (6-й термін)
- 187—186 Філопемен (7-й термін)
- 186—185 Арістен (3-й термін)
- 185—184 Лікорт (1-й термін)
- 184—183 Архон (1-й термін)
- 183—182 Філопемен (8-й термін), Лікорт (2-й термін)
- 182—181 Лікорт (3-й термін)
- 180—179 Лікорт (4-й термін)
- 179—178 Гіпербат II
- 178—177 Каллікрат
- 175—174 Ксенарх
- 172—171 Архон (2-й термін)
- 170—169 Архон (3-й термін)
- 151—150 Меналкід
- 150—149 Дій (1-й термін)
- 149—148 Дамокріт
- 148—147 Дій (2-й термін)
- 147—146 Критолай, Дій (3-й термін)

## Міста, котрі в різні періоди входили в склад Ахейського союзу
У Ахейський союз входило до 60 міст, серед яких значилися: Алея, Аліфіра, Аргос, Асея, Асинхрон, Бура, Діма, Діпея, Герея, Герміона, Гіпан, Гортіс, Мантінея (Антигона), Калліста, Клейтор, Клеона, Коринф, Лерна, Лусій, Мегара, Месія, Мефідрій, Палланті, Патри, Пелла, Сікіон, Спарта, Стімфал, Тегея, Телфуса, Тенея, Треза, Трітея, Фари, Феней, Фігалія, Егіон, Егіра, Еліфасій, Епідавр, Тейсоя, Трітея, Фари.